# 柏村 (熊本県)
柏村（かしわむら）は、熊本県の北部、阿蘇郡にかつてあった村である。

## 歴史
- 1889年4月1日 - 町村制が施行。柳村、東竹原村、伊勢村、高畑村、高辻村、下山村、橘村、長谷村、仁瀬本村、玉目村、柏村、大見口村、上指尾村、二津留村が合併して発足。
- 1921年 - 電話開通
- 1937年 - 柏診療所開設
- 1953年 - バス開通（馬見原〜高森間）
- 1954年 - 二瀬本、柏地区上水道（現在柏簡易水道）完成
- 1956年9月30日 - 菅尾村、馬見原町と合併し蘇陽町となる。

## 学校
小学校（5校1分校）
- 柏村立二瀬本小学校（にせもと、1991年（平成3年）3月末に閉校し、蘇陽町立蘇陽小学校へ統合）
  - 花上分校（はながみ、同上）
- 柏村立橘小学校（たちばな、同上）
- 柏村立長谷小学校（ながたに、同上）
- 柏村立上差尾小学校（かみざしお、同上）
- 柏村立東竹原小学校（ひがしたけばる、2002年（平成14年）3月末に閉校し、蘇陽町立蘇陽小学校へ統合）

中学校（2校）
- 柏村立柏中学校（1985年（昭和60年）3月末に閉校し、蘇陽町立蘇陽中学校へ統合）
- 柏村立東竹原中学校（同上）